# Premier ministre de Niue
Le Premier ministre de Niue (en anglais : Prime Minister of Niue) est le chef du gouvernement de Niue.

## Histoire
La Constitution de Niue dispose (article 2) que le Premier ministre et son cabinet exercent le pouvoir exécutif au nom du souverain de Nouvelle-Zélande, qui est le chef de l'État mais n'exerce qu'un fonction symbolique. Après les élections législatives, le Parlement élit le Premier ministre parmi ses membres, et celui-ci nomme son cabinet, qui ne doit comprendre que trois ministres outre lui-même (art. 2 et 4). Niue étant une démocratie parlementaire, le Premier ministre est destitué s'il perd la confiance du Parlement (art. 6),.
Le titre officiel en anglais est initialement Premier, qui désigne historiquement le chef de gouvernement d'un État ou territoire non-indépendant ; les chefs de gouvernement des États et territoires de l'Australie, par exemple, sont ainsi des Premiers, tandis que le chef du gouvernement fédéral australien est un Prime Minister. Les deux titres sont généralement traduit en français par « Premier ministre ». La perception de la souveraineté de Niue ayant évolué depuis 1974, les citoyens niuéens approuvent par référendum en août 2024 le changement du titre de Premier en Prime Minister. Ce changement est effectif à partir du 5 septembre 2024.

## Liste des Premiers ministres
| No  | Portrait        | Titulaire                    | Élection                      | Mandat           | Mandat                              | Mandat                      | Parti politique         | Parti politique         |
| No  | Portrait        | Titulaire                    | Élection                      | Début            | Fin                                 | Durée                       | Parti politique         | Parti politique         |
| --- | --------------- | ---------------------------- | ----------------------------- | ---------------- | ----------------------------------- | --------------------------- | ----------------------- | ----------------------- |
| 1   | Robert Rex      | Robert Rex (1909-1992)       | 1975 1978 1981 1984 1987 1990 | 19 octobre 1974  | 12 décembre 1992 (mort en fonction) | 18 ans, 1 mois et 23 jours  |                         | Indépendant (1974-1987) |
| 1   | Robert Rex      | Robert Rex (1909-1992)       | 1975 1978 1981 1984 1987 1990 | 19 octobre 1974  | 12 décembre 1992 (mort en fonction) | 18 ans, 1 mois et 23 jours  | NPP (1987-1992)         |                         |
| 2   | Young Vivian    | Young Vivian (né en 1935)    | —                             | 12 décembre 1992 | 9 mars 1993                         | 2 mois et 25 jours          |                         | NPP                     |
| 3   | Frank Lui       | Frank Lui (1935-2021)        | 1993 1996                     | 9 mars 1993      | 26 mars 1999                        | 6 ans et 17 jours           |                         | Indépendant             |
| 4   | Sani Lakatani   | Sani Lakatani (né en 1936)   | 1999                          | 26 mars 1999     | 1er mai 2002                        | 3 ans, 1 mois et 5 jours    |                         | NPP                     |
| (2) | Young Vivian    | Young Vivian (né en 1935)    | 2002 2005                     | 1er mai 2002     | 19 juin 2008                        | 2 mois et 25 jours          |                         | NPP (2002-2003)         |
| (2) | Young Vivian    | Young Vivian (né en 1935)    | 2002 2005                     | 1er mai 2002     | 19 juin 2008                        | 2 mois et 25 jours          | Indépendant (2003-2008) |                         |
| 5   | Toke Talagi     | Toke Talagi (1951-2020)      | 2008 2011 2014 2017           | 19 juin 2008     | 11 juin 2020                        | 11 ans, 11 mois et 23 jours |                         | Indépendant             |
| 6   | Dalton Tagelagi | Dalton Tagelagi (né en 1968) | 2020 2023                     | 11 juin 2020     | en cours                            | 4 ans, 9 mois et 5 jours    |                         | Indépendant             |